# Солёная (приток Псекупса)
Солёная, в верховьях балка Лисицина — река в России, протекает по городскому округу Горячий Ключ Краснодарского края. Длина реки — 21 км, площадь водосборного бассейна — 71,2 км².
Начинается на северных склонах хребта Котх, поросших лесом, западнее населённого пункта Октябрьский. Течёт в северном направлении по лесам, затем по открытой местности среди нефтепромыслов. Устье реки находится в 68 км по правому берегу реки Псекупс в станице Саратовская.
Основные притоки — щель Хижнякова (пр) щель Сосновая (пр).

## Данные водного реестра
По данным государственного водного реестра России относится к Кубанскому бассейновому округу, водохозяйственный участок реки — Кубань от города Усть-Лабинск до Краснодарского гидроузла, без рек Белая и Пшиш. Речной бассейн реки — Кубань.